# 横澤高徳
横澤 高徳（よこさわ たかのり、1972年3月6日 - ）は、日本の政治家、元パラリンピック選手。立憲民主党所属の参議院議員（2期）。

## 来歴

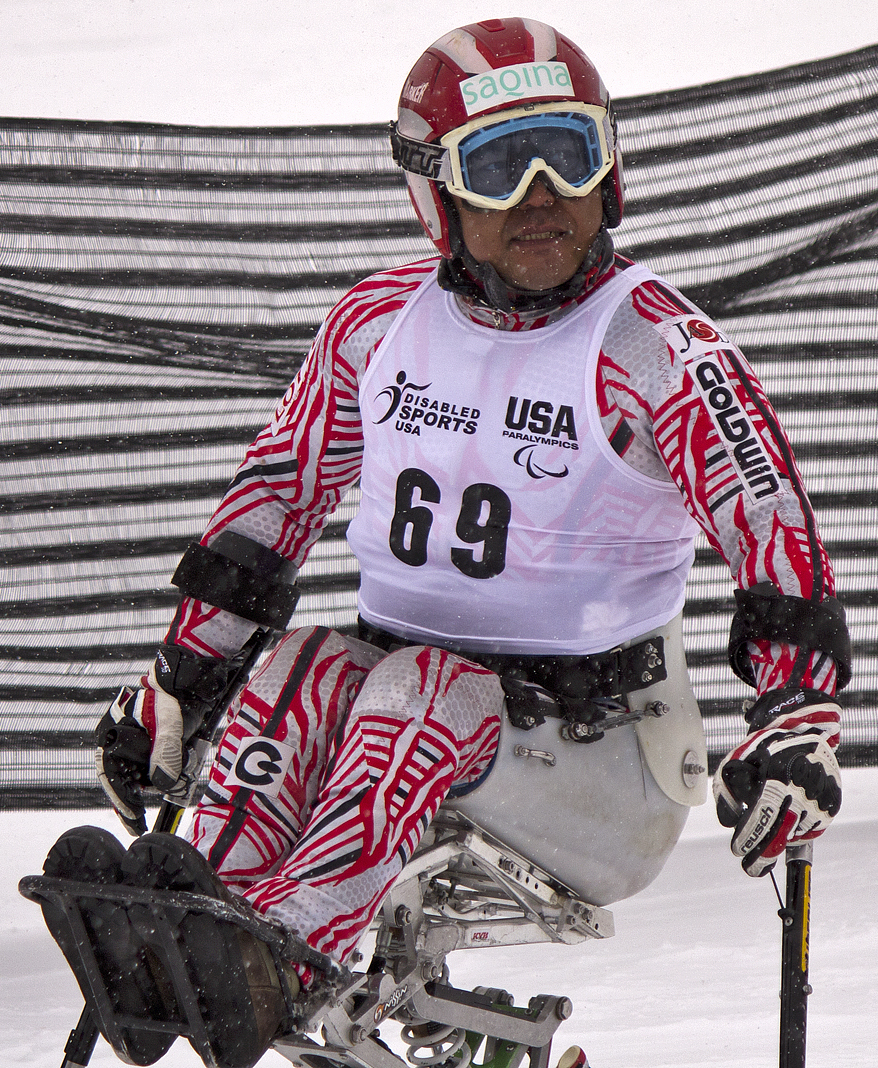
選手時代（2012年）

岩手県紫波郡矢巾町生まれ。矢巾町立不動小学校、矢巾町立矢巾中学校卒業。
1990年3月、岩手県立盛岡工業高等学校卒業。同年、テストライダーとしてスズキに就職。1995年にモトクロス国際A級ライセンスを取得。全日本モトクロス選手権などに参戦。
1997年、練習中の事故で脊髄を損傷。車いす生活となる。
リハビリ中に出合ったチェアスキーに魅せられ、2010年バンクーバーパラリンピックにアルペンスキー日本代表として出場した。
2019年2月1日、日本共産党・自由党・社会民主党・国民民主党の4党県組織の会合で、自由党が横澤を次期参院選岩手県選挙区の統一候補に推薦。この時点で共産党と社民党への根回しは終わっており、2月18日に3党は正式に横澤擁立を決定した。一方、国民民主党県連はこれに反発し、2月19日に同党県連の階猛代表代行は「私たちの建設的な提案が一顧だにされないまま結論に至り、甚だ遺憾」と述べた。階らは黄川田徹元衆議院議員の擁立を主張しており、国民民主党の玉木雄一郎代表は自由党の小沢一郎代表に対し、候補者の再調整を要請。4月18日に小沢は共産党の志位和夫委員長、社民党の又市征治党首と個別に会談し、人選を白紙に戻すよう打診したが、拒否された。小沢自身も本心では再調整に消極的であったとされる。その後も調整は進まず、最終的に5月11日に国民民主党県連は黄川田の擁立断念を発表し、黄川田・階らは参院選の候補者調整や国民民主党と自由党の合併への反対を理由に離党の意向を示した。
その後横澤は国民民主党と立憲民主党の推薦を得て、7月21日に行われた第25回参議院議員通常選挙に岩手県選挙区（改選数1）から無所属で立候補。自民党現職の平野達男を破って初当選。平野達男は民主党から自民党に転向した事への有権者の不信感を払拭しきれず、県内全33市町村のうち24市町村で上回ったものの、県都盛岡市で約1万5千票も引き離されたことが痛手となり、横澤に敗れた。
同年7月23日、横澤は国民民主党に入党すると発表し、翌24日に入党が承認された。
2020年9月15日、旧立憲民主党・旧国民民主党などが合流し、新「立憲民主党」が結成される。横澤も新党に参加。
2021年10月31日の第49回衆議院議員総選挙で立憲民主党は議席を「109」から「96」に減らし、11月2日、枝野幸男代表は引責辞任を表明。枝野の辞任に伴う代表選挙（11月30日実施）では泉健太の推薦人に名を連ねた。12月19日、立憲民主党岩手県連の代表に選任された。
2023年10月12日、2022年の第26回参議院議員通常選挙岩手県選挙区で現職の木戸口英司が落選したことや9月の県議選選で目標としてきた過半数獲得と新人候補全員の当選を達成できなかったことの責任を取り、岩手県連の代表を辞任した。
2025年6月16日、立憲民主党岩手県連は日本共産党岩手県委員会に、次期参院選に向け横澤再選の協力を要請。同月30日、両者は共闘に合意した。
同年7月3日に第27回参議院議員通常選挙が公示され、岩手県選挙区には横澤、自民党元職の平野達男、参政党新人、NHK党新人の計4人が立候補の届出を出した。同月16日に時事通信が終盤情勢を発表し、「横沢がリードする。平野は追い上げを図る」と報じた。同月20日、参院選執行。投票締め切りの20時直後に岩手放送は横澤の当選確実を報じた。横澤は平野を再び破り、2期目の当選を果たした。平野は公設秘書給与詐取と給与上納の問題で2024年8月に辞職した広瀬めぐみの影響が残る中での選挙戦であり、逆風を挽回できなかった。

## 政策・主張
- 憲法改正について、2019年の朝日新聞社のアンケートで「どちらかといえば反対」と回答[23]。2025年のNHKのアンケートで「どちらとも言えない」と回答[24]。
- 9条への自衛隊の明記について、2025年のNHKのアンケートで「反対」と回答[24]
- 憲法を改正し緊急事態条項を設けることについて、2025年のNHKのアンケートで「反対」と回答[24]。

### 外交・安全保障
- 「他国からの攻撃が予想される場合には先制攻撃もためらうべきではない」との問題提起に対し、2019年の朝日新聞社のアンケートで「どちらとも言えない」と回答[23]。
- 「北朝鮮に対しては対話よりも圧力を優先すべきだ」との問題提起に対し、2019年の朝日新聞社のアンケートで「どちらとも言えない」と回答[23]。
- 日本の防衛力をさらに強化することについて、2025年の日本テレビのアンケートで「どちらとも言えない」と回答[25]。

### ジェンダー
- 選択的夫婦別姓制度の導入についての各メディアのアンケートの結果は以下のとおり。
  - 2019年 - 朝日新聞社には「賛成」と回答[23]。
  - 2025年 - 日本テレビには「賛成」と回答[25]。
- 同性婚を可能とする法改正についての各メディアのアンケートの結果は以下のとおり。 
  - 2019年 - 朝日新聞社には「賛成」と回答[23]。
  - 2025年 - 日本テレビには「やや賛成」と回答[25]。
  - 2025年 - NHKには「賛成」と回答[24]。

### その他
- 「治安維持のためプライバシーや個人の権利の制約は当然だ」との問題提起に対し、2019年の朝日新聞社のアンケートで「どちらとも言えない」と回答[23]。
- アベノミクスについて、2019年の朝日新聞社のアンケートで「評価しない」と回答[23]。
- 消費税率を10％より高くすることについて、2019年の朝日新聞社のアンケートで「どちらかと言えば反対」と回答[23]。
- 物価⾼対策として消費税率を引き下げることについて、2025年の日本テレビのアンケートで「賛成」と回答[25]。

## 人物
公私にわたる車椅子生活の介助のため長男を第一秘書にしている。

## 所属委員会
- 農林水産委員会
- 議院運営委員会
- 東日本大震災復興特別委員会

2024年（令和6年）6月15日現在

## 議員連盟
- 子どもへのワクチン接種とワクチン後遺症を考える超党派議員連盟[28]

## 選挙歴
| 当落 | 選挙                     | 執行日         | 年齢 | 選挙区       | 政党       | 得票数     | 得票率 | 定数 | 得票順位 /候補者数 | 政党内比例順位 /政党当選者数 |
| ---- | ------------------------ | -------------- | ---- | ------------ | ---------- | ---------- | ------ | ---- | ------------------ | ---------------------------- |
| 当   | 第25回参議院議員通常選挙 | 2019年07月21日 | 47   | 岩手県選挙区 | 無所属     | 28万8239票 | 48.97% | 1    | 1/3                | /                            |
| 当   | 第27回参議院議員通常選挙 | 2025年07月20日 | 53   | 岩手県選挙区 | 立憲民主党 | 27万8888票 | 48.39% | 1    | 1/4                | /                            |